# Kamp Erika
Kamp Erika (auch Kamp Ommen, später Kamp Erica) war während des Zweiten Weltkriegs ein durch Niederländer geführtes Lager unter Kontrolle der deutschen Besatzungsmacht in der Nähe von Ommen. Kamp Erika diente als Straflager für Verurteilte der niederländischen Justiz und später als Durchgangs-, Umerziehungs- und Sammellager. Im Lager gab es erhebliche Misshandlungen und zahlreiche Todesfälle.

## Gründung
Gegründet wurde das Lager im Jahr 1924. Philip Dirk Baron van Pallandt vermachte 1923 sein Schloss und ein etwa 2000 Hektar großes Waldstück dem Orden des Sterns des Ostens, der in Ommen unter der spirituellen Führung von Krishnamurti seine Zentrale einrichtete. 1924 versammelten sich die Anhänger des Ordens zu einem ersten „Sternlager“ in wenigen Kilometern Entfernung zum Schloss. Diese jährlich stattfindenden Sternlager mit mehreren Tausend Teilnehmern wurden bis einschließlich 1939 durchgeführt. Es gab eine große Anzahl von Holzbaracken für die Verwaltung, Küche, Sanitäranlagen und Lagerung. Während des Sternlagers im Jahr 1929 sagte sich Krishnamurti von der Bewegung los, die Treffen wurden jedoch weiterhin jährlich durchgeführt. Das für 1940 geplante Sternlager wurde wegen des drohenden Einmarsches der Deutschen verschoben.

## Zweiter Weltkrieg
Nach dem Einmarsch im Mai 1940 beschloss Fritz Schmidt, Generalkommissar zur besonderen Verwendung, im Herbst 1940 die Auflösung aller Organisationen, die dem Nationalsozialismus ablehnend gegenüberstanden. Die Durchführung der Auflösungen oblag Werner Schwier, einem ehemaligen Pferdemetzger und damaligen Leiter des Referats Internationale Organisationen. Das Lagergelände mitsamt den Gebäuden wurde Schwier übertragen. Von Juni 1941 bis Juni 1942 hatte es allerdings zunächst keine Verwendung.
Werner Schwier ernannte den Niederländer Karel Lodewijk Diepgrond zum Lagerführer. Dieser rekrutierte die Wachmannschaft, die zumeist aus Arbeitslosen und vereinzelten SS-Mitgliedern bestand, und gab dem Lager den deutschen Namen „Arbeitseinsatzlager Erika“, vermutlich nach dem Heidekraut, das in der Umgebung des Lagers wuchs. Diese niederländische Wachmannschaft nannte sich Kontroll-Kommando (KK) und erhielt deutsche Rangbezeichnungen wie Anwärter, Wachmann, Oberwachmann, Unterführer, Halbzugführer, Zugführer, Hauptzugführer und Lagerführer. Berichte und Befehle erfolgten auf Deutsch. Die Wachen wurden jedoch mit Uniformen und Arbeitskleidung der niederländischen Armee ausgestattet. Allerdings ersetzte man die Knöpfe mit dem niederländischen Löwen durch solche aus Beständen der SS. Die erste Wachmannschaft, bestehend aus 48 Mann, erreichte am 13. Juni 1941 das Lager. Man errichtete die Umzäunung, fällte Bäume und baute Baracken. Einmal täglich wechselten sich zwei Gruppen der Wachmannschaft beim Exerzieren und beim „Arbeitskommando“ ab. Die Exerzierübungen leitete als „Exerzierführer“ ein niederländisches SS-Mitglied.
Die Bestimmung des Lagers war im Jahr 1941 unklar. Im Verlauf des Jahres wuchs die Wachmannschaft auf 100 Mann an, ohne dass es jemanden zu bewachen gab. Schwier selbst plante anfänglich ein Ausbildungslager für Führungspositionen in der besetzten Ukraine. Diepgrond erläuterte diesen Plan am 31. August der versammelten Wachmannschaft. Generalkommissar Schmidt vom Kommissariat zur besonderen Verwendung plante hingegen ein Übungslager für jüdische Aufseher über noch zu schaffende Arbeitslager für arbeitslose Juden. Die Aufseher sollten die notwendige „Lagerdisziplin“ erwerben.
Im Niederländischen Kriegsdokumentationszentrum (Rĳksinstituut voor Oorlogsdocumentatie, RIOD, 1945 gegr.; seit 1999 Nederlands Instituut voor Oorlogs-, Holocaust- en Genocidestudies - NIOD) findet sich auch der Bericht eines Bewachers, wie er sich ein solches "Arbeitslager für Juden" vorstellt:

„De Joden kunnen rekenen op een buitengewoon strenge behandeling, zonder enig gevoel van menschelijkheid. Joden worden zoo voorgesteld dat alleen een doode Jood een goede Jood kan zijn. De bedoeling is dat de Joden die daar komen moeten werken feitelijk de keus hebben gewoon dood te gaan of zich dood te werken. Ze zullen dus leeren wat ze nog nooit gedaan hebben, werken en nog eens werken onder zeer strenge en scherpe controle.“

„Die Juden können sich auf eine außergewöhnlich strenge Behandlung ohne jegliche Menschlichkeit gefasst machen. Juden werden so vorgestellt, dass nur ein toter Jude ein guter Jude ist. Die Absicht ist, dass Juden, die dort arbeiten müssen, tatsächlich die Wahl haben, einfach zu sterben oder sich zu Tode zu arbeiten. Sie werden also das lernen, was sie noch nie gemacht haben, arbeiten und nochmal arbeiten unter sehr strenger und scharfer Aufsicht.“

Der Plan für ein jüdisches "Arbeitslager" wurde dem Jüdischen Rat von Amsterdam vorgelegt. Er wurde durch Hitler persönlich verworfen.
Ende Juli 1941 wurden auf Geheiß des Beauftragten für Rotterdam Völckers 15 Mitglieder der Nationaal-Socialistische Beweging (NSB) zur Strafe im Lager untergebracht. Weil er ein NSB-Ratsmitglied aus der Sitzung hatte entfernen lassen, hatten sie aus Rache den Bürgermeister Rotterdams überfallen und ihn zwangsweise mit Maurerschurz-Imitat samt Judenstern mit dem betreffenden Ratsmitglied fotografiert. Die Männer wurden bei ihrem Eintreffen geschlagen und man riss ihnen die NSB-Insignien herunter. Am nächsten Tag beendete Schwier die rüde Behandlung. Er betrachtete sie als Ehrenhäftlinge und sie genossen gute Unterkunft sowie Verpflegung und Bewegungsfreiheit. Drei von ihnen blieben anschließend als Mitglied des „Kontroll-Kommandos“ im Lager.

### Justizlager
Das Lager war nunmehr fertig, aber die Gefangenen fehlten, und viele Wachen kündigten. 38 Wachen wechselten nach Musterung durch die SS zu dem im August 1941 eröffneten KZ "Durchgangslager Amersfoort".
Mit Hilfe der niederländischen Justiz versuchten die deutschen Besatzungsbehörden den im Land florierenden Schwarzhandel zu unterbinden. Zu diesem Zweck wurden eigene Gerichte für Wirtschaftsdelikte eingerichtet. Doch die Gefängnisse waren überfüllt, die Zahl der Verurteilten stieg an und die verfügbaren Häftlingsplätze waren durch Gefangene der „Sicherheitspolizei“ weitgehend belegt. Daher verfügte Reichskommissar Seyß-Inquart am 5. Juni 1942 die Verwendung von Kamp Erika als Justizlager für verurteilte Niederländer. Lagerleiter blieb Schwier, der Generalkommissar Wimmer unterstellt war. Die Niederländische Arbeitsfront warb neue Wachen, und das KK wurde um ca. 100 Mann aufgestockt. Die offizielle Eröffnung des Lagers erfolgte am 22. Juni 1942.
Ursprünglich sollten nur wegen Wirtschaftsdelikten (illegale Schlachtungen, Schwarzhandel) Verurteilte, die ihre Strafe mit einem Mindeststrafmaß von drei Monaten noch nicht angetreten hatten, im Kamp Erika untergebracht werden. Doch bereits im August wurden dort auch wegen Mordes, Vergewaltigung, Totschlags oder „Unzucht“ Verurteilte untergebracht, einige von ihnen auch wegen Verstoßes gegen die Verordnung 81/40, die homosexuelle Handlungen unter Strafe stellte. Das Lager füllte sich allmählich mit Häftlingen. Anfang August war mit 1380 Gefangenen die Kapazität bereits überschritten. Am 7. August wurden 800 Gefangene nach Heerte bei Wolfenbüttel abtransportiert, zum Lager 35 der Reichswerke Hermann Göring.
Aus der Korrespondenz zwischen dem Reichsminister der Justiz und Seyß-Inquart geht hervor, dass bereits vor Inbetriebnahme vereinbart worden war, dass niederländische Gefangene in „kriegswichtigen Betrieben des Altreiches“ eingesetzt werden sollten. Jaap Schrieke, Staatssekretär im Justizministerium, der die Direktoren der Gefängnisse und der Untersuchungshaftanstalten (Huis van Bewaring) und die übrigen Stellen über die baldige Eröffnung informierte, verschwieg die geplante Weiterverschickung niederländischer Gefangener.
Drei Wochen nach dem ersten Transport wurden weitere 125 Gefangene nach Heerte geschickt. Ende Oktober 1943 wurden ca. 500 Häftlinge nach Köln und Siegburg abtransportiert. Ende November waren bereits 52 der 925 nach Heerte verschickten Sträflinge gestorben und 350 zurückgekehrt. Die Zahl der anwesenden Gefangenen betrug zu diesem Zeitpunkt 994 bei 251 Wärtern. Im Januar 1943 kehrten auf Befehl von Schwier alle Gefangenen aus Heerte nach Ommen zurück. Gründe waren die dortige schlechte Behandlung und hohe Sterblichkeit. Die Häftlinge in Siegburg und Köln mussten in den Klöckner-Werken, in der Firma Soennecken in Hangelar und in der Kraftstoff-Union in Wesseling Zwangsarbeit leisten. Kamp Erika stellte Personal ab, um seine Häftlinge in Heerte, Köln und Siegburg zu beaufsichtigen und zu bewachen.
Die Insassen – allesamt Männer – wurden „Knackers“ genannt. Nach den Aufzeichnungen Schwiers in seinem Diensttagebuch bedeutete „Knackers“: Laus, unwürdiges, lästiges Tier oder Parasit. Die Häftlingskleidung nannte man „knackerspakkie“. Sie bestand aus einem ausgemusterten Arbeitsanzug der niederländischen Armee, einer Mütze, einem Paar Socken, Hemd, Unterhose und Holzschuhen. Die Insassen wurden geschoren.
Kern des Lagers bildete ein Palisaden-Camp. Innerhalb der Umzäunung befanden sich ein Appellplatz, ein Wachturm und im Halbkreis angeordnet etwa 15 Holzbaracken, die rund 60 Mann aufnahmen. Schlafplätze waren zumeist Hängematten, die zwischen zwei Stangen gespannt waren, oft mehrere übereinander. Pro Häftling gab es zwei Molton-Decken.

#### Tagesablauf
Den Tagesablauf schilderten Insassen folgendermaßen: morgendlicher Appell, „Frühstück“, bestehend aus einem Stück Brot und wässrigem Kaffee, und anschließender Einteilung für Arbeitskolonnen von ca. 20 Mann auf dem Appellplatz. Danach ging es zur Arbeit wie etwa der Urbarmachung von Wald. Die Häftlinge fällten Bäume, entasteten und entrindeten sie und transportierten sie ab. Andere mussten im Lager arbeiten. Teilweise arbeiteten die Männer bei Bauern in der Umgebung. Es gab ein Außenlager eigens für die Zwangsarbeit in der Umgebung von Mariënberg, das Kamp Junne. Dort war die Behandlung leidlich besser als in Ommen. Die dortigen Häftlinge kamen lediglich sonntags zum Duschen nach Kamp Erika.
Die Männer arbeiteten bis 12 Uhr, dann gab es eine einstündige Mittagspause. Das Mittagessen bestand für die Arbeiter außerhalb des Lagers aus einem morgens zugeteilten Stück Brot. Häftlinge, die im Lager arbeiteten, nahmen das Essen im Palisadenlager zu sich. Die warmen Mahlzeiten bestanden oft aus Hutspot oder einer dicken Suppe. Anschließend arbeiteten sie bis 17 Uhr, dann folgte der Appell. Danach erhielten die Lagerinsassen ein „stuk Kuch“, ein hartes deutsches Brot. Um 22 Uhr war Nachtruhe. Es kam regelmäßig vor, dass Wärter die Häftlinge aus vorgeschobenen Gründen oder grundlos nachts weckten und sie Runden um die Baracke rennen ließen.

#### Behandlung
Die Häftlinge trafen in Begleitung von Marechaussee-Angehörigen per Zug im Bahnhof Ommen ein und marschierten die drei Kilometer zum Lager zu Fuß. Beim Eintreffen wurden sie oft geschlagen, getreten, beschimpft oder machten auf andere Weise Bekanntschaft mit den Praktiken des KK. Ein Zeuge, der Sanitäter A. de V., berichtete nach dem Krieg, dass Wärter die Gefangenen mit Gewehrkolben und Stöcken bis zur Bewusstlosigkeit prügelten und ihnen dabei in die Geschlechtsteile traten; dabei habe es mehrere Todesfälle gegeben. Diepgrond dokumentierte unter anderem folgende Fälle von Prügeleien:

„Om 15 uur heeft opzichter Van de L. zijn geweer stuk geslagen op nr. 944
8 uur 30 heeft opzichter W. zijn geweer met kapot geslagen kolf ingeleverd“

„Um 15 Uhr hat Aufseher Van de L. sein Gewehr kaputtgeschlagen auf Nr. 944, dokumentiert am 30. Sept./1. Oktober 1942
Um 8:30 Uhr hat Aufseher W. sein Gewehr mit eingeschlagenem Kolben abgeliefert, dokumentiert am 6./7. Oktober 1942“

Diepgrond dokumentierte am 22./23. Februar 1943 den Schusswaffengebrauch gegen einen Sträfling, weil dieser seine Ausscheidung in den Büschen verrichtet hatte. Eine verbreitete Züchtigung war das „Robben“. Dabei mussten sich Häftlinge auf den Ellenbogen mit Hilfe der Zehenspitzen fortbewegen. Bei Zuhilfenahme der Knie wurden die Opfer getreten oder geschlagen. Zur Bestrafung von Häftlingen gab es den Bunker, einen Keller aus Beton, der sich außerhalb des Palisadenzauns befand. Im Bunker befanden sich mehrere Zellen, in denen man kaum stehen konnte. Licht gab es dort über vier Röhren, die durch die Decke nach oben führten. Das Grundwasser bildete eine ständige Wasserlache auf dem Boden und vermischte sich mit den Ausscheidungen. Essen und Trinken erhielt man nicht. Die Bunkerhaft konnte mehrere Tage dauern. Auch Wärter erhielten bei Nachlässigkeiten Bunkerhaft. Es ist allerdings ungeklärt, ob dazu derselbe Bunker verwendet wurde.
Die Wärter straften Häftlinge mit Essensentzug oder ließen sie draußen in Habachtstellung warten, während die Mitgefangenen aßen. Manchmal bekam ein Insasse das Essen zwar vorgesetzt, durfte es aber nicht anrühren. Für die warme Mahlzeit erhielten die Häftlinge etwa fünf Minuten Zeit. Da oft glühend heiß serviert wurde, blieb keine andere Wahl, als sich den Mund zu verbrennen, wollte man nicht verhungern. Jedes Weiteressen nach dem Pfeifsignal zog schwere Strafen nach sich. Unerlaubtes Essen wurde mit einem Pranger auf dem Appellplatz sanktioniert. Das Essensgut, z. B. eine Zuckerrübe, wurde dem Häftling dabei in den Mund gesteckt.
Des Weiteren gab es öffentliche Züchtigungen. Ein Vorfall war Gegenstand im Nachkriegsprozess gegen Halbzugführer Driehuis. Ein Häftling hatte zu fliehen versucht und war gefasst worden. Er verbrachte einige Tage im Bunker und wurde anschließend vor versammelter Häftlingsschar ausgepeitscht. Bei unbotmäßigem Verhalten oder Fluchtversuchen wurden die Häftlinge der Strafkompanie (SK) zugeteilt. Diese Männer wurden in einer eigenen Baracke separiert und auf die halbe Essensration gesetzt. Dabei mussten sie beispielsweise Baumstämme hin- und herschleppen und Erniedrigungen über sich ergehen lassen. So ließ man sie Runden um die Palisaden drehen, wobei sie ihre Vergehen lauthals verkünden mussten. Wenn ein Mann aus der Kolonne sich eines „Vergehens“ schuldig gemacht hatte, wurde die gesamte Gruppe z. B. in der Mittagspause mit jeweils einer Hand am Stacheldraht platziert. Dabei durfte nicht gesprochen werden. Die Maßnahme wurde „aan de draad staan“ genannt. Eine weitere Kollektivstrafe war die Halbierung der Essensrationen der gesamten Kolonne für mehrere Tage. Eine drastischere Schikane hieß „grammofoonplaatje draaien“. Das Opfer musste sich tief bücken, einen Finger ins Ohr stecken, den anderen Arm nach unten strecken und sich um die eigene Achse drehen. Fiel er um, schlugen und traten ihn die Wärter, damit er wieder aufstand. Dies wurde manchmal wiederholt, bis der Häftling bewusstlos liegen blieb.
Die Quälereien der Häftlinge wurden mehrheitlich von einer bestimmten Gruppe durchgeführt; die meisten Aufseher verrichteten ihren Dienst unauffällig und beteiligten sich nur passiv an den Misshandlungen. Durch Brutalität zeichneten sich auch einige Mitgefangene aus, die als Oberkapo (kapoet) fungierten.

#### Jüdische Gefangene
Eine besondere Gruppe bildeten einige jüdische Häftlinge; fünf von ihnen wurden als „israelitischen Glaubens“ registriert: Gerrit F., Marcus L., Philip K., Gabriël B. und Salomon R. Drei weitere Juden gelangten in das Lager ohne Verurteilung durch die niederländische Justiz. Sie wurden aus anderen Arbeitslagern in den Niederlanden für einige Wochen nach Ommen überstellt. Ihre Familiennamen lauteten Lakmaker, Süsskind und Erlanger. H. Lakmaker überlebte den Krieg.
Die Juden wurden in einem alten Armeezelt innerhalb der Palisaden untergebracht. Sie wurden besonders schwer misshandelt und erniedrigt und wurden für die Säuberung der Latrinen herangezogen. Oft zwangen die Wachen sie mit Fäkalieneimern zu rennen oder man ließ sie sinnlose Tätigkeiten ausüben. Sie mussten beispielsweise um halb fünf morgens exerzieren und wurden dabei getreten und geschlagen. Nach der Kopfrasur mussten sie die Haare mit den Zähnen in einen Eimer deponieren. Einmal zwang man sie nackt auf Knien hintereinander her zu kriechen, die Nase jeweils zwischen den Pobacken des Vordermannes. Abends nahm man den jüdischen Häftlingen die Kleidung fort. Marcus L. und Salomon R. erlagen den Folgen der Misshandlung, Lakmaker, Süsskind und Erlangen wurden nach Westerbork überstellt. Gabriël B. wurde nach „Verbüßung“ seiner Strafe freigelassen und Gerrit F. bei der Aufhebung des Justizlagers. Bei beiden wurde die Freilassung der Sicherheitspolizei gemeldet.

#### Fluchtversuche
Ein „Motto“ der Behandlung der Häftlinge war explizit „Alle für einen, einer für alle“. Übertrat ein Häftling die Regeln, wurden Mitgefangene ebenfalls bestraft. Dies mag dazu geführt haben, dass es nur wenige Fluchtversuche gab. In einem Bericht vom 22./23. Februar 1943 wurde die Erschießung eines Flüchtigen festgehalten. Guusta Veldman beschreibt die einzige sicher dokumentierte Erschießung eines Häftlings im August 1942. Johannes H. hatte einem Mithäftling zugesteckt, dass er beim Arbeitseinsatz im Wald zu fliehen versuchen werde. Der Mithäftling verriet diesen Plan dem Bewacher, der seinerseits Hauptzugführer de Jong informierte. Man beschloss, dass man sich dumm stellen und H. auf der Flucht erschießen werde. Am nächsten Tag schoss ein Wachmann H. in den Kopf, als dieser eine verdächtige Bewegung machte. Der Bruder des Erschossenen wurde später in Heerte durch einen Freund des Täters erschossen, da dieser sich bedroht fühlte. Für die Erschießung eines Flüchtigen erhielten die Wachen eine Belohnung zwischen 25 und 50 hfl.

#### Opferzahl
Die genaue Zahl der Häftlinge, die in Ommen, Heerte und Wesseling an den Folgen von Unterernährung und Misshandlung starben, lässt sich nicht feststellen. Wachleute und Schwier gaben jeweils unterschiedliche Schätzungen ab, die sich vor allem auf die Todesfälle im Zusammenhang mit den Zuständen in Heerte bezogen. Das Gemeindeamt in Ommen führte ein Register über die Zahl der Toten unter den registrierten Häftlingen. Demnach starben von den 2978 registrierten Justizhäftlingen 170 Personen, 78 von ihnen in Heerte, 22 in Köln und Siegburg, 30 in Ommen und 40 in verschiedenen Krankenhäusern. Daneben gab es einige Dutzend nicht registrierte Gefangene. Ferner muss davon ausgegangen werden, dass einige nach der Entlassung den Folgen ihrer Haft erlagen. Veldman geht von 170 bis 200 Toten aus.

#### Aufhebung des Justizlagers
Die deutschen und niederländischen Verwaltungsbehörden waren über die Zustände im Lager im Bilde, wie sich in Aktennotizen des Generalkommissariats für Verwaltung und Justiz und in Korrespondenzen zwischen Werner Seiffert und Staatssekretär Schrieke zeigt. Das Reichskommissariat leitete beispielsweise eine Untersuchung der Missstände in Ommen ein und kam zu dem Schluss, dass die Häftlinge mit der Unterkunft und Verpflegung zufrieden seien. Zu den Todesfällen heißt es im Bericht:

„… wurden anhand der Akten sämtliche Todesfälle durchgesprochen. Es hat sich dabei ergeben, dass die Todesfälle durchweg auf Erkrankungen zurückzuführen sind, die die Gefangenen schon vor der Einlieferung in das Lager gehabt haben müssen.“

Zwar habe es Misshandlungen gegeben, diese seien jedoch durch niederländische Wachleute erfolgt. Mitarbeiter von Generalkommissar Friedrich Wimmers hätten ein Ende dieser Praktiken verfügt.
Die damalige Widerstandszeitung Het Parool berichtete am 25. September 1942 über die Misshandlungen und die Schwerstarbeit im Lager und schrieb, dass einige Häftlinge bereits „erbärmlich“ gestorben seien. Jede Mitwirkung durch die niederländische Polizei und Justiz müsse zu gegebener Zeit geahndet werden. Zwei Wochen später berichtete die Zeitung über den Weiter- und Rücktransport niederländischer Häftlinge nach und von Wolfenbüttel und über die Zahl der dort Ermordeten. Niederländische SS-Leute würden sich dort derart abscheulich aufführen, dass die Bevölkerung in Wolfenbüttel sie als „Henker aus Holland“ bezeichne.
Die Widerstandsorganisation der Ärzte führte am 15. Januar 1943 vier niederländische Gerichtsbeamte an die Betten von 30 Misshandelten aus Ommen und Heerte, die im Krankenhaus von Hengelo untergebracht waren. Die als Konsiliarärzte getarnten Beamten waren verstört über den Zustand der Häftlinge und informierten ihre Vorgesetzten. Man forschte weiter und schrieb die Krankenhäuser im Osten der Niederlande an, wie viele Patienten aus dem Lager behandelt würden, und bekam von neun Krankenhäusern entsprechende Auskunft. Mindestens 169 Häftlinge befanden sich demnach in stationärer Behandlung. In Deventer waren sieben Ex-Häftlinge gestorben. Mit diesen Ergebnissen traten die Mitglieder der Staatsanwaltschaft an hohe Persönlichkeiten der Justiz heran. Nach vielen ablehnenden Antworten nahm sich insbesondere Meester Wassenbergh, Staatsanwalt in Amsterdam, der Sache an. Eine Delegation wurde am 26. Februar im Reichskommissariat empfangen, überreichte ein Memorandum und erhielt die Erlaubnis zu einer Inspektion in Ommen am 6. März. Nach der Inspektion verfasste Wassenbergh einen Brief an Staatssekretär Schrieke, der bis auf eine Ausnahme von allen Richtern Amsterdams unterzeichnet wurde. Man forderte die Aufhebung des Lagers oder die Übertragung der Aufsicht an niederländische Stellen. Auch der als gefügig geltende Hoge Raad schloss sich dem Ansinnen an. Mitte April teilte Schrieke mit, dass ab dem 17. April keine Häftlinge mehr nach Ommen überstellt würden und das Lager aufgelöst werde. Das Lager sollte nun der Unterbringung von Untertauchern und „Vertragsbrüchigen“ dienen, z. B. von Arbeitern, die ohne Erlaubnis aus Deutschland zurückgekehrt waren. Die Führung sollte weiterhin Parteigenosse Schwier obliegen. Zwei Richter, die das Strafmaß bei Urteilen drastisch reduziert hatten, um eine Unterbringung in Ommen zu verhindern, wurden entlassen.
Seyß-Inquart bestimmte, dass alle durch die niederländische Justiz verurteilten Häftlinge das Lager bis zum 31. Mai verlassen mussten.
Die Häftlinge in Siegburg und Köln sollten in Deutschland verbleiben und ihre Strafe abbüßen.

### Arbeitseinsatzlager Erika
Ab Mai 1943 sollte das Lager der Umerziehung von „Asozialen“ dienen oder Personen aufnehmen, die versucht hatten sich dem Arbeitsdienst durch Untertauchen zu entziehen. Auch die Unterbringung von „Vertragsbrüchigen“ war geplant, womit jene Männer gemeint waren, die den Arbeitsdienst in Deutschland unerlaubt verlassen hatten.
Zunächst wurden allerdings Tausende Studenten im Lager untergebracht. Diese hatten sich geweigert, die Loyalitätserklärung zu unterzeichnen, die für ein Weiterstudium notwendig war, wollten oder konnten sich aber dem Arbeitsdienst nicht entziehen. Da die Personenzahl die Lagerkapazität bei weitem überschritt, wurden Zelte des ehemaligen Sternlagers aufgestellt. Die Unterbringung und auch der anschließende Arbeitsdienst in den Hermann-Göring-Werken gestaltete sich bei weitem menschlicher als bei den Häftlingen.
Nach dieser kurzen Episode wurde es ruhig im Lager. Schwier brachte erneut den Plan vor, die Wachen zur Kolonisierung der Ostgebiete einzusetzen. Er wollte es zu einem „Musterbeispiel für eine gemeinsame germanische Erschließung“ machen. Reichskommissariat und Seyß-Inquart stimmten zu. In Deutschland wurde der Plan allerdings verworfen und gestoppt. Stattdessen wurden Mitte Mai 1943 77 Mitglieder des Kontroll-Kommandos der freiwilligen Hilfspolizei zur Aufspürung von Arbeitsdienstverweigerern zur Verfügung gestellt. Kamp Erika diente für diese Personengruppe als Durchgangslager. Diejenigen, die aufgespürt und gefasst wurden, wurden von Kamp Erika aus zum Sammellager Amersfoort überstellt. Man schätzt, dass bis zum September 1944 im Durchschnitt 175 Personen pro Monat nach Amersfoort transportiert wurden. In Kamp Erika trennte man sie von den „Asozialen“. Letztere sollten nicht bestraft, sondern der Zucht unterworfen werden. Angaben über ihre Zahl sind spärlich. Ein Ex-Häftling, der die zweite Hälfte von 1943 im Lager verblieb, schätzte ihre Zahl auf 400 Personen. Bei einer Proviantbestellung im Juli 1944 wurden 490 Portionen angefordert.
Im Februar 1944 wurde Kamp Erika kurzfristig geschlossen. Diepgrond wurde festgenommen und die Ordnungspolizei entwaffnete die Wachmannschaft. Diepgrond hatte aus unbekannten Gründen aus eigenem Antrieb „Asoziale“ freigelassen. Hanns Albin Rauter betrachtete dies als Sabotage und ließ die Insassen nach Amersfoort bringen und Diepgrond in Scheveningen festsetzen, wo er nach einem Verhör auf Intervention von Schwier freikam und wieder als Lagerführer eingesetzt wurde.
Im April 1944 wurde das Kontrollkommando nominell als Arbeitskontrolldienst der niederländischen Staatspolizei unterstellt, allerdings unter deutschem Befehl. Schwier wurde zum Leiter des Arbeitskontrolldienstes ernannt. 30 Mann bildeten die „Wachgruppe Ommen“ und waren weiterhin für Kamp Erika zuständig.
Die KK-Mannschaft erhielt polizeiliche Befugnisse und Ränge und wurde über das ganze Land verteilt. Jaap de Jonge und Kermer machten sich verschiedener Verbrechen schuldig. In Haarlem schossen sie einen Unbeteiligten nieder, der die Tür zu langsam öffnete. Arend Z. war in Emmen an der Ermordung eines festgenommenen Polizisten beteiligt und von den unter Führung von Boxmeer ergriffenen 486 Personen starben 46 in Deutschland.
Die Behandlung der Gefangenen besserte sich. Es gab kurzen sonntäglichen Familienbesuch und einen Gottesdienst. Strafen, Schikanen und Misshandlung wie „Robben“, „grammofoonplaatje draaien“, „Strafkompanie“ und „Bunker“ kamen weiterhin vor. Die Insassen mussten auch Zwangsarbeit verrichten. Drei Häftlinge kamen in dieser Periode durch Misshandlung ums Leben, darunter auch ein gewisser Nieland. Nieland war Tbc-Patient und vom Arbeitsdienst freigestellt. Die Eltern seiner Freundin wollten nicht, dass er Umgang mit ihrer Tochter hatte. Die Mutter, die Diepgrond persönlich kannte, machte ihren Einfluss geltend, dass Nieland doch in Kamp Erika untergebracht wurde. Sein Zustand verschlechterte sich, so dass er zeitweilig stationär aufgenommen wurde. Nach der Rückkehr ins Lager wurde er umgehend der „Strafkompanie“ zugeteilt und verstarb an den Folgen der Misshandlung am 11. November 1943.

### September 1944 – April 1945
Der Arbeitskontrolldienst wurde aufgelöst und Kamp Erika wurde im September 1944 der Ordnungspolizei unterstellt. Einige Mitglieder des KK nahmen ihre frühere Wachtätigkeit wieder auf. Andere wie Boxmeer und Driehuis kündigten. Kamp Erika fungierte nicht mehr als Durchgangslager für Verstöße gegen die Arbeitsdienstpflicht, sondern wurde erneut zu einem Straflager. Bestraft wurden Radiobesitz, Missachtung der Arbeitsdienstpflicht, Verstoß gegen die Lebensmittelverteilungsgesetze usw. Das Strafmaß variierte beim selben Verstoß zwischen mehreren Tagen und Monaten. Die Freilassungen erfolgten freitags. Die Entlassungsliste wurde verlesen und zumeist fünf bis zehn Gefangene, die Diepgrond oder De Jong persönlich ausgesucht hatten, wurden entlassen. Es gab in dieser Periode im Durchschnitt etwa 450 Gefangene. Im September 1944 gab es etwa 50 Wachleute.
Schwier war in dem letzten halben Jahr im Gegensatz zur vorherigen Zeit im Lager anwesend. Sein Spitzname war aufgrund seiner gesetzten Figur und der braunen Parteiuniform „de Bruine“ (der Braune) oder „Bruintje Beer“ (nach der Kinderbuchfigur Rupert Bear). Die Verhöre führte er persönlich. Dabei bediente er sich eines Knüppels aus Eichenholz. Dem Gefangenen J. Looyen schlug er die Zähne aus und brach ihm mehrere Finger. Nach dem „Verhör“ war Looyen mehrere Tage bewusstlos.
Charakteristisch für diese Phase ist der Umstand, dass bestimmte Personen der Wache einen Schlägertrupp bildeten und die Umgebung von Ommen terrorisierten. Dieser Trupp wurde angeführt von Schwier. Zum festen Kern gehörten Kermer, Diepgrond, De Jong, Jaap de Jonge, Bikker und Soetebier. Bisweilen nahmen auch Angehörige des Sicherheitsdienstes (SD) teil. Sie spürten Personen auf, misshandelten und internierten sie. Sie raubten und brandschatzten. In mehreren Fällen ermordete der Schlägertrupp seine Opfer. Zu den Ermordeten gehörten
- J. P. Musch, der jüdische Mädchen versteckte,
- J. van Putten und D. Webbing, die Opfer einer Denunziation wurden,
- H. Gouwe, A. van Haeringen, Widerstandskämpfer,
- Johannes Kosse, ein zufälliger Passant,
- Lohuijzen, ein Metzger und Widerstandskämpfer, und H. Nieboer, sein Schwiegersohn und zufällig anwesend,
- H. Meijer, niedergeschossen bei der Kontrolle eines Wohnwagens, und
- W. Albers, ein onderduiker.

Je deutlicher sich die Niederlage Deutschlands abzeichnete, desto mehr hielt sich die Wachmannschaft inner- und außerhalb des Lagers bedeckt. Je näher die Front rückte, desto mehr Wachleute flohen. Am 22. März wurde die Schlafbaracke der Wachen nachts abgesperrt und die Patrouillen verstärkt.
Bei den Razzien wurde misshandelt und geraubt, aber in der Zeit von Dezember 1944 bis April 1945 war „nur“ noch ein Todesopfer zu beklagen, H. de Lange, bei einem Feuergefecht im Rahmen einer Widerstandsaktion schwer verwundet, wurde von herbeigerufenen Wachen Kamp Erikas erschossen. Im Lager gab es in den letzten sechs Monaten keinen Todesfall aufgrund schlechter Behandlung. Wohl führten alliierte Kampfflugzeuge einen vermutlich versehentlichen Angriff mit Bordwaffen auf das Lager durch. Dabei töteten sie drei Menschen und verwundeten 29 weitere, davon 14 schwer.
Kamp Erica wurde am 11. April 1945 befreit und diente bis zum 31. Dezember der Internierung von Kollaborateuren.
In der Nacht auf den 5. April wurde das Lager evakuiert. Die Insassen wurden um 0:30 Uhr geweckt. Um 5:00 Uhr waren die Marschkolonnen bereit. In Gruppen und unter Bewachung marschierten die Gefangenen durch Ommen Richtung Hoogeveen. Der Zug musste mehrfach wegen der Jagdflugzeuge in Deckung gehen. Dabei entkamen zahlreiche Häftlinge. Der Gefangene S. J. van de Linde wurde per Zufall von der Landwacht aufgegriffen, in ein anderes Lager verbracht und dort mit zwei weiteren Häftlingen nachts in einem Wald durch Deutsche erschossen. Etwa 300 Häftlinge erreichten Hoogeveen und machten sich am nächsten Tag nach Westerbork auf. Sie erreichten das Arbeitslager „De Pietersberg“. Dort stellte man bei einem Appell fest, dass 113 Häftlinge unterwegs entkommen waren.
Ein erster Versuch, Kamp Erika zu befreien, misslang am 8. April. Zwei Tage später erreichte die 1. Polnische Panzerdivision das Lager gemeinsam mit der Prinz-Bernhard-Brigade der Binnenlandse Strijdkrachten (BS). Die meisten Wachen waren schon geflohen. Etwa zehn Wachen wurden verhaftet. A. E. van Arkel, ein ehemaliger Lagerhäftling, wurde zum Interimskommandeur der „Ex-Knacker“ ernannt.

## Sammellager Erica
Die Situation nach der Befreiung in Ommen war chaotisch. Kamp Erica (nun mit niederländischer Schreibweise) wurde als Internierungslager für Kollaborateure verwendet. Nach zwei Tagen gab es bereits 500 Häftlinge. Am 13. April wurde die Lagerleitung W. Hermans übertragen, dem letzten Schulleiter der 1943 geschlossenen Quäkerschule Eerde, die sich in unmittelbarer Nachbarschaft zum Kamp, auf Schloss Eerde, befunden hatte. Er sah sich vor die Aufgabe gestellt, Rache und Selbstjustiz zu verhindern. In den etwa 130 niederländischen Internierungslagern der Nachkriegsmonate ist es in vielen zu Gewaltexzessen gekommen. Eine Untersuchung von Professor Belinfante bewertete später die Lage in lediglich acht von 130 Lagern als „gut“. Eines dieser Lager war Erica. Es ist jedoch überliefert, dass Diepgrond und einige Ex-Wachen des KK der „Odeur-Gruppe“ zugeteilt wurden und Latrinen manches Mal mit bloßen Händen leeren mussten. Diepgrond wurde scharf verhört und musste mithelfen, J. van Putten und D. Webbing zu exhumieren.
Das Lager war überfüllt. Lagerleiter Hermans schätzte die maximale Belegung auf 2000 Personen. Es gab nun auch erstmals weibliche Gefangene. Sie wurden durch Männer bewacht, die ihrerseits allerdings einer Frau unterstellt waren. Sexuelle Übergriffe kamen fast nicht vor. Ein Bewacher wurde entlassen wegen unerlaubter Handlungen mit einer Gefangenen. Am 31. Dezember 1946 wurde das Lager aufgelöst.

## Heute
Heutzutage befindet sich an der Stelle der Ferienpark Camping Besthmenerberg. Zum Gedenken an die Opfer befindet sich am Waldweg Bergsteeg (vom Hammerweg aus zu begehen) seit 1991 ein Findling mit einer Inschrift und ein Holzkreuz, seit 2006 auch eine kleine Informationstafel. Der Historische Kring (Geschichtskreis) Ommen hält dort alljährlich ein Totengedenken.

## Lagerführung und Wachmannschaft
- Werner Schwier war Pferdemetzger und ließ sich mit Dr. ansprechen. Er wurde nach dem Krieg verhaftet und in der Nähe von Brüssel interniert. Ihm gelang die Flucht und er musste sich nie der niederländischen Justiz stellen.
- Karel Lodewijk Diepgrond war ein ehemaliger Polizist und arbeitete zunächst als Dolmetscher für den „Sicherheitsdienst“ in Amsterdam. Diepgrond wurde 1949 zu 20 Jahren Haft verurteilt und kam bereits 1957 frei.[20]
- Jan de Jong, ein ehemaliger Marineinfanterist, war „Hauptzugführer“ des Lagers und rechte Hand Diepgronds. Sein Spitzname lautete „De Stomp“, da er bei einem Sägeunfall im Lager mehrere Finger der rechten Hand verloren hatte. Er war wegen seiner Brutalität gefürchtet und wurde 1945 erschossen.[21]
- Der Offizier der Wachmannschaft Johannes H.A.M. Driehuis wurde 1945 zum Tode verurteilt und 1947 hingerichtet.
- Durch Gewalttätigkeit tat sich besonders Herbertus Bikker hervor. Man nannte ihn „Beul von Ommen“ (Henker von Ommen). Er entzog sich nach dem Krieg der Justiz und lebte weitgehend unbehelligt bis zu seinem Tode in Deutschland.[22]
- Unterführer J. F. J Boxmeer. Ihm oblag die Führung des Palisaden-Camps.
- Unterführer F. Kermer. Er hatte die Leitung über die Häftlinge in Heerte.